# 후생경제학
후생경제학(厚生經濟學, 영어: welfare economics)은 인류 경제활동의 궁극적 목표가 '행복추구'라는 전제하에 사회구성원의 소비효용 또는 복리증진을 목표로 하는 경제학의 일부이다.

## 개요
근대경제학의 시초인 영국의 고전파 경제학계의 경제학자들은 '복지경제학'에 대해 다뤄왔으며, 영국의 경제학자 아서 세실 피구(Arthur Cecil Pigou)가 1920년에 그의 주저 《후생경제학》(The Economics of Welfare)을 간행함으로 후생경제학이란 말이 경제학에서 본격적으로 등장하였다. 그는 "후생경제학은 경제적 건전성과 인류의 복리증진을 증대시키기 위한 경제 관점의 정책을 연구한 것이다"라고 정의했다. 그외 수많은 후생경제학 분야의 경제학자들은, 시장 경제를 무정부적으로 놔둘 때 나타나는 여러 가지 단점, 그리고 시장 경제가 만능이 아니라는 점에 대해서 정립했다. 이들은 새로운 복지 경제의 모델을 제시하고, 기본적인 후생경제 정책 실행의 과정을 이렇게 정의했다.
- 특정 재화에 대한 국민의 기수적 효용을 조사하고, 해당 효용 규모에 맞는 후생경제 제도를 마련한다.
- 정기적인 외생적 요인이 발생하는 상황에서 경제적 이윤을 추구하기 위한 여러 가지 척도와 성장의 장기균형이 안정적인가를 조사한다.
- 공공재는 빈곤한 소비주체에게 지속적으로 추가적 국민분배분을 제공한다.

하지만, 이때는 후생경제학의 영역이 거시경제 부분에서 정체되어있었고, 미시적인 측면에서 연구가 이뤄지지 않았다. 이런 상태에서 경제학자였던 존 리처드 힉스는 후생경제학의 미시경제적 이론도 정립했다. 그는 "후생경제학이란 낭비되는 자원, 그리고 이로인한 자원 분배의 비효율성에 따른 궁핍화에 대한 연구"가 후생경제학의 미시경제학적 측면이라고 설명했다.
후생경제학은 경제 현상을 전제로 나아가 발전된 실증경제학을 핵심 개념으로 하고있다. 이런 전제에서 이론을 전개하며, 사회의 최적에 해당하는 사회후생함수를 연구한다.

### 역사
사실 후생경제학과 유사한 경제학은 아서 세실 피구의 '후생경제학' 이전부터 존재하였다. 고전파 경제학의 창시자 애덤 스미스는 원래, 경제 활동의 중심을 '생산력의 발달' 즉, 생산이론을 주축으로 발달시켰지만, 데이비드 리카도는 경제 규모가 커짐에 따라, 시장 경제를 전제로 한 상태에서 생산활동의 발달이 만능이 아니라는 것을 설파하기 위해, '분배이론'을 최초로 제시했다. 또한 자본론을 저작했던 독일의 정치경제학자 칼 마르크스는 데이비드 리카도와 궁극적으로 유사하지만, 다른 논리로 '잉여가치설' 그리고 그에 따른 '이윤율 저하 경향'을 설파하여, 시장이 만능이 아니라는 점을 주장했다.
위와 같은 논쟁이 진행된 이후 고전파 경제학 내부에서 시장이 모든 경제 활동의 절대적인 위치를 점한다는 관점에 대해 벗어나게 되었다. 고전파에 속했던 사상가인 존 스튜어트 밀은 이러한 근거를 들어서, 기존의 애덤 스미스 원류의 경제학을 비판하고, 자본주의 자체를 유지하는 것을 전제로, 정부가 적극적으로 시장에 개입해서 분배 정책을 써야한다고 자신의 저서 《정치경제학의 원리》에서 주장했다. 이런 밀의 주장은 당시 영국 사회에서 활발히 재생산되어, 영국 노동운동과 노동복지에 큰 도움이 되었다.

### 실용적 측면
후생경제학을 현실 정책평가에 활용한다고 할 때, 그 사회의 소비, 생산 능력과 사회적 후생능력에 대한 척도, 그리고 경제적 보상변화점에 대한 선조사가 먼저 정확히 이루어져야한다. 그러나 사회적 후생이란 것은 각 개인의 주관적인 관점 또는 개념이어서 정확하게 또는 객관적으로 측정하기가 힘들다. 후생경제를 위한 증세 정책과 일대의 개혁 정책이 일반 대중계층, 경제주체에게 장기적으로 '개혁 효과'를 주거나, 아니면 그 반대로 예상치 못한 부작용이 나타나는가, 이러한 사회경제학적 의심과 불확실함은 후생경제학 이론을 현실에 그대로 대입하기 어려운 요인이 된다.
그러나 이러한 후생경제학 측면은 보상변화점과 정확한 사회적 후생 필요성의 측정 없이, 전 사회적으로 경제 불균형이 진행되면, 일련의 급진적인 정책들로 실행된다. 이러한 주기적인 후생경제학 정책 쓰임은 시간이 지날 수록, 경제 불균형이 상당수 진행된 사회에서 최적의 후생경제적 효율, 복리증진을 가져오기 위해 후생경제학의 이론이 지속적으로 발전해야 한다는 근거를 제시한다.

### 현대 사회의 후생경제학
아마르티아 쿠마르 센은 인도 케랄라 주의 집권당인 인도 좌파민주전선의 경제 정책을 참고해서 현대적 후생경제학을 정립했다. 그는 시장만능주의는 이미 환경 문제와 빈부격차 문제를 파생시켜, 경제학 관점에서, 이미 학문의 궁극적 목표에서 벗어났다고 비판했다. 그는 20세기와 21세기의 경제학, 그리고 산업 발전의 척도에 맞춰 환경세, 독과점 규제, 재분배정책 등 여러 가지 후생경제적 정책들의 필요성을 천명했다.
이런 측면에서, 재정학 부문에서는 복리증진, 후생경제를 위한 수식, 조세구조, 최적의 지출함수가 확립되었고, 경제학 부문에서는 사중손실을 최소화하기 위한 여러 가지 개념들인 파레토 최적과 파레토 개선이라는 개념도 제시되었다. 현대사회의 후생경제학은 기본적인 경제 성장을 끝마친 나라 중에서 무조건적인 GDP 성장이 1차적으로 그 국가 국민의 생활 수준 증진과는 상관없다는 전제 하에 이론을 전개하며, 성장에 따른 실질적인 생활 수준 향상을 위한 여러 가지 제도, 정책들을 제시한다.

## 같이 보기
- 지니 계수
- 경제적 잉여
- 소비자 잉여
- 생산자 잉여
- 사중손실
- 파레토 분석
- 후생경제학의 기본 정리
- 경제민주주의

## 참고 문헌
- 《후생경제학》- 아서 세실 피구 저(이만우 역, 율곡출판사)
- 《경제학의 향연》- 폴 크루그먼 저